# Дунав мост (сериал)
„Дунав мост“ е български 7-сериен телевизионен игрален филм от 1999 година на режисьора Иван Андонов, по сценарий на Георги Мишев по едноименния му роман. Оператор е Димо Минов. Музиката е на Кирил Маричков, текстът – на Иван Андонов. Песента „Моят свят“ (м. и ар. К. Маричков, т. Иван Андонов) към сериала е считана за един от най-големите хитове на Кирил Маричков като самостоятелен певец. Това е и единственият текст на Иван Андонов, писан за песен.
Премиерата на сериала е излъчена на 10 ноември 1999 г. по Канал 1 на Българската национална телевизия, и приключва на 18 ноември.

## Серии
- 1. серия – 55 минути
- 2. серия – 55 минути
- 3. серия – 55 минути
- 4. серия – 55 минути
- 5. серия – 55 минути
- 6. серия – 55 минути
- 7. серия – 53 минути [3].

## Актьорски състав
| Роля                                      | Изпълнител                 |
|                                           | В ролите                   |
| ----------------------------------------- | -------------------------- |
| Стела Стефанова                           | Йоана Буковска             |
| Диаманд Диамандиев – Джими                | Петър Попйорданов          |
| Роси Диамандиева                          | Стефка Янорова             |
| Луко Луков                                | Николай Урумов             |
| Николай Колев                             | Мариян Бозуков             |
| Владимир Диамандиев, брат на Джими        | Иван Ласкин                |
| мълчаливият послушник Евстати             | Георги Михалков            |
| циганинът Ачо, бивш откачен затворник     | Христо Мутафчиев           |
| Павлинка Тонева, бивша проститутка        | Анастасия Ингилизова       |
| Петър Диамандиев, бащата на Влади и Джими | Георги Русев               |
| ясновидката Веса                          | Мария Статулова            |
| следовател                                | Васил Михайлов             |
| митничарят Данчо Марков                   | Красимир Ранков            |
| Станоев                                   | Кръстю Лафазанов           |
| митничарят Евтимов                        | Веселин Ранков             |
| Ива, танцьорка на пилон                   | Деница Койчева             |
| Мерджански                                | Анани Явашев               |
| Лющеров                                   | Ангел Георгиев             |
| Дино                                      | Николай Кипчев             |
| съдийка                                   | Мария Стефанова            |
| отец Йоан                                 | Петър Василев              |
| баба Рада                                 | Златина Тодева             |
| готвачка                                  | Надя Тодорова              |
| майсторка                                 | Пепа Николова              |
| секретарка                                | Десислава Тенекеджиева     |
| икономка                                  | Жана Стоянович             |
| пазач                                     | Найчо Петров               |
| бай Коце                                  | Иван Григоров              |
| кмет                                      | Васил Банов                |
| машинописка                               | Ани Петрова                |
| авангардистка                             | Ива Тодорова               |
| Пейчо                                     | Пейчо Пейчев               |
| молдованец                                | Башар Рахал                |
| полицай                                   | Иван Златарев              |
| барман                                    | Деян Донков                |
| акушерка                                  | Мария Никоевска            |
| лекарка                                   | Марияна Миланова           |
| сестра                                    | Елена Кабасакалова         |
| служителка                                | Линда Русева               |
| старши                                    | Мирослав Пашов             |
| доктор                                    | Васил Димитров             |
| кръчмар                                   | Иван Джамбазов             |
| прокурор                                  | Никола Рударов             |
| хирург                                    | Иван Несторов              |
| оператор                                  | Виктор Чичов               |
|                                           | Със специалното участие на |
| Невена Коканова                           | Невена Коканова            |
|                                           | В епизодите                |
|                                           | Георги Къркеланов          |
|                                           | Елена Лафазанова           |
|                                           | Жанет Йовчева              |
|                                           | Латинка Петрова            |
|                                           | Георги Георгиев            |
|                                           | Николай Клисуров           |
|                                           | Ана Михайлова              |
|                                           | Калина Герганова           |
|                                           | Емилио Джаварини           |
|                                           | Нина Арнаудова             |
| помощник на Станоев                       | Теодор Юруков              |
|                                           | Иван Пангелов              |
|                                           | Таня Пенева                |
|                                           | Надежда Миразчийска        |
|                                           | Крикор Хугасян             |
|                                           | Александър Антонов         |
| (не е посочен в надписите на филма)       | Асен Чакъров               |